# Moscú, Cheryomushki
Moscú, Cheryomushki (en ruso, Москва, Черемушки; transliterado Moskva, Cheryomushki) es una opereta en tres actos con música de Dmitri Shostakóvich, su Op. 105 y libreto en ruso escrito por el experimentado equipo de Vladímir Mass y Mijaíl Chervinski, destacados humoristas soviéticos de la época. A veces se le llama, simplemente, Cheryomushki. Cheryomushki es un distrito en Moscú lleno de edificios baratos construidos en 1956, y la palabra es a veces usada para este tipo de casas baratas en general. Se estrenó en Moscú el 24 de enero de 1959 en el Teatro de Opereta Mayakovski. 
La trama satírica, trata de temas tópicos alrededor de una de las más acuciantes preocupaciones de los rusos urbanitas, la escasez de vivienda y las dificultades de asegurarse condiciones de vida aceptables. La obra se terminó en 1958 y se estrenó en la capital el 24 de enero de 1959 en el Teatro de Opereta Mayakovski bajo la dirección de Grigori Stolyarov. Se repuso el 8 de febrero de 2004 en el Gran Teatro de Ginebra, y el 17 de diciembre de 2004 en la Opéra Nouvel de Lyon. 
Esta ópera se representa poco; en las estadísticas de Operabase aparece la n.º 226 de las óperas representadas en 2005-2010, siendo la 18.ª en Rusia y la tercera de Shostakóvich, con 11 representaciones en el período.